# Рајсборо (Џорџија)
Рајсборо (Џорџија) (енгл. Riceboro) град је у америчкој савезној држави Џорџија. По попису становништва из 2010. у њему је живело 809 становника.

## Демографија
Према попису становништва из 2010. у граду је живело 809 становника, што је 73 (9,9%) становника више него 2000. године.
| Група             | 2000.       | 2010.       |
| Белци             | 75 (10,2%)  | 48 (5,9%)   |
| Афроамериканци    | 653 (88,7%) | 742 (91,7%) |
| Азијати           | 0 (0,0%)    | 1 (0,1%)    |
| Хиспаноамериканци | 7 (1,0%)    | 13 (1,6%)   |
| Укупно            | 736         | 809         |